# Josip Suchy
Josip Suchy – Krištofov Pepček, slovenski frančiškan, pravnik, pisatelj in prevajalec, * 5. avgust 1869, Kamnik, Slovenija, † 20. januar 1941, Ljubljana. 
Doma je bil iz premožne kamniške družine, ki ga je po brezskrbnem otroštvu (opisano v »Spomini krištofovega Pepčka«, izdano leta 1928) poslala na srednjo šolo v Ljubljano in Gorico. Že kot gimnazijec se je izkazal kot vnet humanist in navdušen »latinec«, ki je do smrti ostal zvest občudovalec in prevajalec del Horacija. Po odlično opravljeni srednji šoli je študij nadaljeval na Dunaju, kjer je leta 1907 diplomiral na pravni fakulteti. Po študiju se je zaposlil na dunajski Trgovinski zbornici, kjer se je hitro uveljavil v izvoznem oddelku zaradi znanja slovanskih, romanskih in orientalskih jezikov. Med drugimi je obvladal arabščino, turščino, hebrejščino in sanskrt, kar mu je kmalu odprlo tudi pot v konzularno službo.
Najprej je kot odpravnik poslov (ataše) deloval v avstrijskih konzulatih v Aleksandriji in Carigradu, nato pa ga je  hrepenenje po daljnem vzhodu popeljalo v Perzijo in v Indijo. Na Cejlonu (današnja Šrilanka) se je seznanil z nemškimi učenjaki, ki so preučevali tamkajšnja ljudstva, hkrati pa se je tudi sam poglobil v življenje vzhodnih narodov in v njihovo verstvo, zlasti budizem.
Njegove izkušnje bivanja pri budističnih menihih na tem otoku (leta 1910) so ga precej let pozneje (leta 1921) privedle do tega, da je izdal  knjižico »Uvod v buddhizem«, ki je nekakšen zgoščeni zgodovinski uvod in oris Budovega življenja in nauka ter transkripcija sanskrta z budističnimi termini v paliju. Istega leta je objavil tudi Staroindijske basni, bajke in pravljice (Jātaka), ki vsebuje zbir prigod  iz prejšnjih življenj Bude.
Dunaju in diplomatskim službam je obrnil hrbet leta 1913, ko je nastopil službo pri Korespondenčnem uradu v Trstu. V tem času se je tudi vse bolj posvečal pisanju, tako v obliki potopisov (Bežne slike iz Indije), kot tudi ostro zasoljenih, satiričnih feljtonov in podlistkov (Ljubljanski tipi, samozaložba 1924). Po vojni se je vrnil v Ljubljano in se zaposlil pri generalnem ravnateljstvu Trboveljske premogokopne družbe.
Postal je eden najvidnejših pripadnikov ljubljanske kulturne smetane, ki je dala kritični pečat dogajanjem v 20. in 30. letih dvajsetega stoletja. Bil je tesen prijatelj pesnika Otona Župančiča, slikarjev Hinka Smrekarja, Gvida Birolle, kamniškega rojaka Ivana Vavpotiča, ilustratorja Nika Pirnata, pisca Cvetka Golarja in drugih. Kot publicist je objavljal članke v večini takratnih slovenskih in jugoslovanskih časnikov. Nekatera njegova dela, kot na primer Filozofski slovar, prevod Horacija in Renanonovo Življenje Jezusa Kristusa, so ostala zgolj v rokopisih.